# Фильмус, Даниэль
Даниэль Фернандо Фильмус (исп. Daniel Fernando Filmus, испанское произношение: [daˈnjel feɾˈnando ˈfilmus]; род. 3 июня 1955) — аргентинский политик и обществовед. Бывший сенатор от Буэнос-Айреса (с 10 декабря 2007 по 27 ноября 2013 года), министр образования, науки и технологий в правительстве президента Нестора Киршнера (с 25 мая 2003 по 10 декабря 2007 года), секретарь Аргентины по делам Мальвинских (Фолклендских) островов (с 6 января 2014 по 10 декабря 2015 года). Министра науки, технологий и инноваций Аргентины с 2021 по 2023 год.

## Биография
Родился в Буэнос-Айресе в семье польки Марии Сесилии Цвик, учительницы английского языка, и еврейского иммигранта из Бессарабии (ныне Молдова) Саломона Филмуса, прибывшго в Аргентину в 1928 году и работавшего в торговле. В молодости Даниэль Фильмус был некоторое время вовлечён в коммунистическое движение и примыкал к аргентинскому комсомолу. Во время учёбы в Университете Буэнос-Айреса стал участвовать в перонистском движении в качестве студенческого активиста, в том числе создал отделение Постоянной ассамблеи по правам человека при своём университете. 
В 1977 году получил степень по психологии и социологии в Университете Буэнос-Айреса (с 1985 года — профессор социологии). Поначалу работал учителем средней школы в Энтре-Риос и провинции Чако. Получил специализацию в области образования взрослых в CREFAL, программе ликвидации неграмотности в Мексике, и степень магистра в области педагогики в Федеральном университете Флуминенсе в Рио-де-Жанейро в 1989 году. 
Став профессором социологии в 1985 году, написал несколько книг на эту тему и занимал пост президента Ассоциации выпускников социологии Университете Буэнос-Айреса. Работал научным исследователем в Латиноамериканской школе социальных наук (FLACSO), чью аргентинскую секцию он возглавлял с 1992 по 2000 год. 
Не был женат, но дважды состоял в длительных отношениях (дочь от первой гражданской партнёрши родилась в 1992 году, от второй, психоаналитика Марисы Факторович — в 2002 году).

## Политическая деятельность
Был назначен секретарём по делам образования города Буэнос-Айрес при мэре Анибала Ибарра, попросившим его стать напарником в выборах 2003 года, на которых был успешно переизбран. Однако ещё до мэрской гонки недавно вступивший в должность президент Нестор Киршнер назначила Фильмуса министром образования. Фильмус также сотрудничал в Национальном исследовательском совете с 1997 года, а с 2006 года был главой рабочей группы ЮНЕСКО по вопросам задолженности за обучение
Фильмус участвовал в выборах мэра Буэнос-Айреса в 2007 году как кандидат киршнеристского Фронта за победу. Он занял второе место в первом туре и был побеждён кандидатом правоцентристского «Республиканского предложения» Маурисио Макри почти на 22 %. Зато Фильмуса избрали сенатором от Буэнос-Айреса. После его вступления в должность в декабре 2007 года он был назначен председателем Комитета по охране окружающей среды и устойчивому развитию.
Вновь участвовал как кандидат Фронта за победу в выборах мэра Буэнос-Айреса в 2011 году, назначив напарником своего соперника на праймериз, министра труда Карлоса Томаду. Результаты были во многом повторяли предыдущие выборы 2007 года: Макри вновь победил во втором туре, но уже с перевесом более чем на 28 %. На выборах 27 октября 2013 года не был переизбран в Сенате, получив 23,3 % голосов, но проиграв Габриэле Микетти и Пино Соланасу. 
Как ведущий серии документальных фильмов «Президенты Латинской Америки» каналов Canal Encuentro и TV Pública взял интервью у таких глав государств, как Кристина Фернандес де Киршнер, Луис Инасиу Лула да Силва, Эво Моралес, Мишель Бачелет, Табаре Васкес, Хосе Мухика, Рафаэль Корреа, Даниэль Ортега, Альваро Урибе, Уго Чавес, Фернандо Луго и Оскар Ариас Санчес.